# Charlottetown

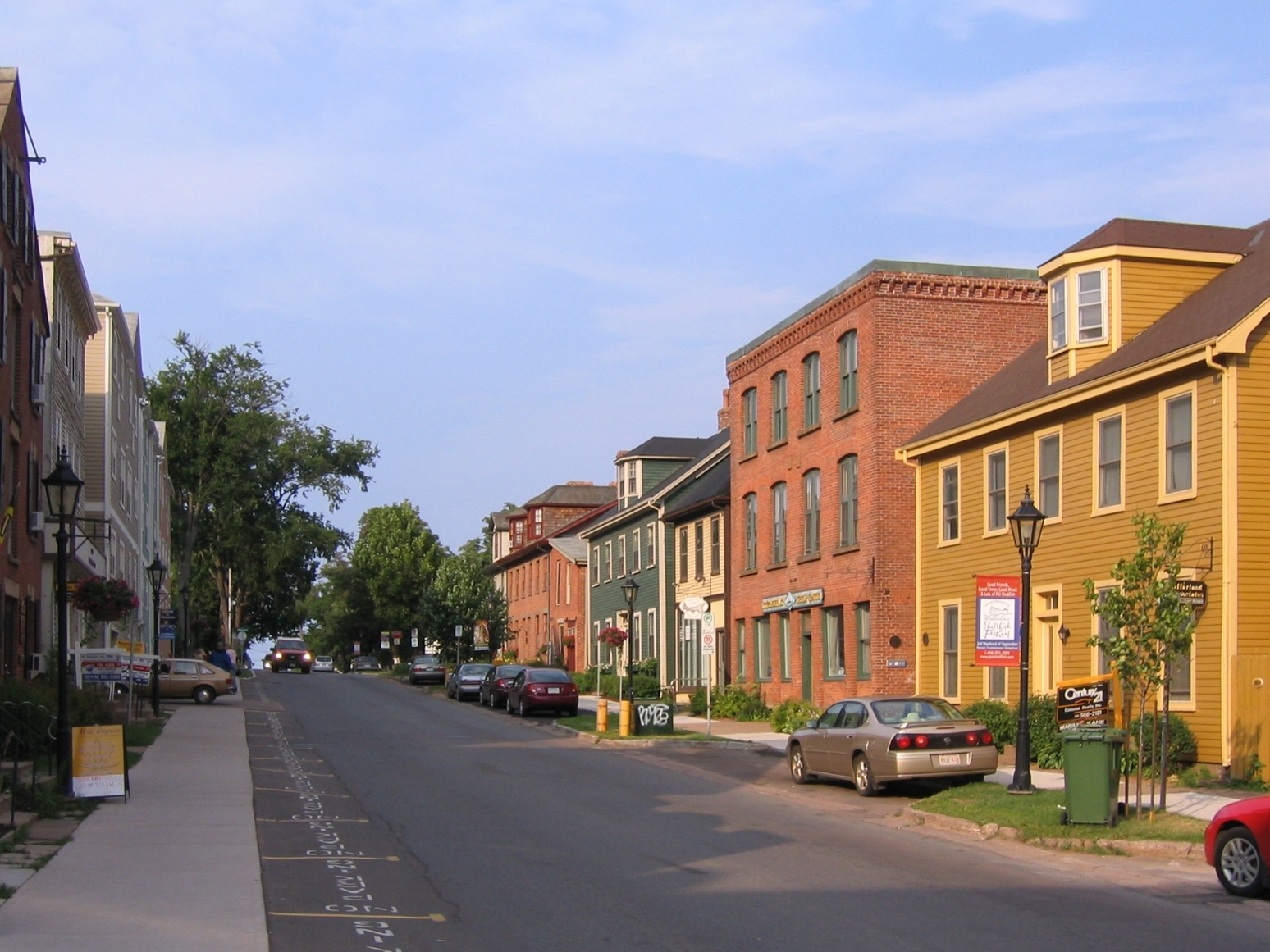
Charlottetown

Charlottetown är en stad i Kanada. Den är huvudstad i provinsen Prince Edward Island, och hade 36 094 invånare (2016). Vid Charlottetown flyter tre floder samman.

## Handel, industri och utbildning
Charlottetown har en djuphamn och är centrum för handeln i Prince Edward Island-provinsen. Hamnens betydelse har minskat. Staden har, som huvudstad i provinsen, en rad förvaltningsfunktioner men har också en livsmedelsindustri, främst fiske och jordbruk. I Charlottetown finns ett universitet, University of Prince Edward Island. Strax utanför Charlottetown ligger Charlottetown Airport.

## Arkitektur
Charlottetowns stora förorter, med sina köpcentrum, skiljer sig markant åt från "Old Charlottetown" som är den välbevarade stadskärnan. Där finns många exempel på ståtliga gamla herrgårdar och ett flertal enastående exempel på kyrkoarkitektur.

## Historia
Staden anlades på 1720-talet av franska kolonister. Staden har fått sitt namn från den brittiske kungen George III:s drottning Charlotte av Mecklenburg-Strelitz. Detta skedde 1763 då staden kommit i brittisk ägo.